# Kingda Ka
Kingda Ka fue una montaña rusa de tipo launched localizada en el parque de atracciones Six Flags Great Adventure, Jackson, Nueva Jersey. Diseñada por Werner Stengel y construida por Intamin, Kingda Ka es un modelo de Accelerator Coaster de Intamin que se inauguró como la montaña rusa más alta y más rápida del mundo el 21 de mayo de 2005. Además, es la segunda stratacoaster (montaña rusa de más de 120 metros de altura) que se ha construido jamás; Top Thrill Dragster fue la primera y previamente tenía ambos récords. Intamin subcontrató a Stakotra para ayudar con la construcción.
El vehículo era lanzado por un mecanismo de lanzamiento hidráulico, acelerando a 200 km/h en 1 segundo. Al final de la pista de lanzamiento, el tren sube por una cuesta de 90° verticales hasta la cima de la torre principal, alcanzando una altura total de 139 metros antes de descender 127 metros y completar el recorrido en 28 segundos. Después del cierre de Kingda Ka, el 11 de noviembre de 2024, la montaña rusa más alta del mundo es Red Force en Ferrari Land

## Historia
El 29 de septiembre de 2004 se anunció durante u un evento organizado por entusiastas de las montañas rusas y medios de comunicación que Kingda Ka sería añadida al parque de atracciones Six Flags Great Adventure en 2005. Dicho evento reveló el objetivo del parque de conseguir construir «la montaña rusa más alta y veloz del planeta», lo que superaría los 139 metros y alcanzaría velocidades de hasta 206 km/h en 3,5 segundos.
El 13 de enero de 2005 se completó la construcción de la torre de la atracción. Aunque la fecha de apertura en un inicio era el 23 de abril de 2005, debido a problemas técnicos se pospuso al 21 de mayo del mismo año. Además, el 19 de mayo, dos días antes de la fecha de apertura, se realizó un evento mediático.
Kingda Ka se convirtió en la montaña rusa más alta y veloz del mundo, y en consecuencia, le arrebató ambos récords a Top Thrill Dragster de Cedar Point. Aunque terminó perdiendo el récord de velocidad en noviembre de 2010 tras la apertura de Formula Rossa en Ferrari World. Intamin diseñó Kingda Ka y Top Thrill Dragster, ambas comparten un diseño y una distribución similar que difieren principalmente por la temática y la colina adicional presentada en Kingda Ka. Ambas atracciones fueron construidas por Stakotra e instaladas por Martin & Vleminckx.

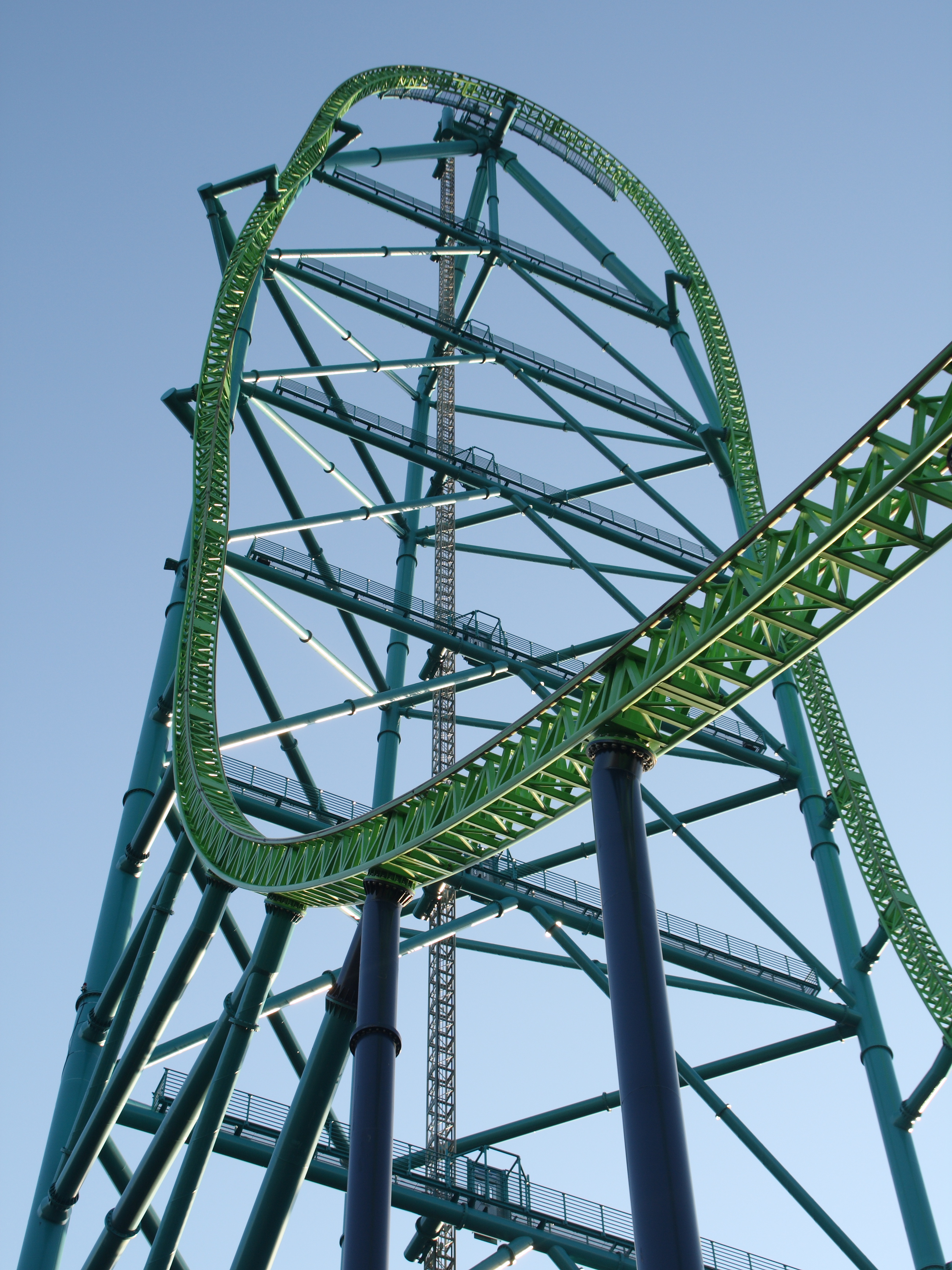
La torre de Kingda Ka

A finales de 2024, comenzaron a circular rumores sobre el cierre definitivo de Kingda Ka tras la temporada de ese año, aunque el parque no confirmó nada en ese momento. El 14 de noviembre de 2024, Six Flags Great Adventure confirmó oficialmente que la atracción había cerrado de forma permanente. Kingda Ka será retirada para dar paso a una nueva montaña rusa de lanzamiento que romperá múltiples récords, cuya inauguración está prevista para 2026. Además de Kingda Ka, el parque también cerrará Zumanjaro: Drop of Doom, Green Lantern, la atracción Parachute Drop y Twister (una atracción plana HUSS Top Spin) para hacer espacio a la nueva atracción.

## Experiencia
Después de que el tren haya sido llenado y comprobado, se pone en marcha. Sin embargo, debajo lo que aparece como una rutina normal, el tren se dirige poco a poco a la zona de lanzamiento. Una vez que llega aquí, se acopla al sistema de lanzamiento hidráulico, éste lo hará acelerar de 0 a 206 km/h en 3,5 segundos. Al final de la pista de lanzamiento, el tren sube por una cuesta de 90° verticales hasta la cima de la torre principal, "top hat" en inglés de 139 metros de altura. El tren luego desciende 139 metros a través de un espiral de 270° hacia la derecha. Por último, el tren recorre la segunda colina de 39 metros, produciendo así un momento de ingravidez antes de ser frenado por los frenos magnéticos. El viaje dura 28 segundos desde el lanzamiento hasta que llega a esta zona, pero tiene una duración "oficial" de 50 segundos.
El motor hidráulico que acelera el tren es capaz de producir 21.800 caballos de potencia máxima. Debido a la alta velocidad y al diseño de los trenes, la atracción no funciona cuando llueve.

## Rollbacksy lanzamiento
A veces, es posible que un tren no logre alcanzar la cima de la torre y descienda. Kingda Ka incluye frenos retráctiles en su pista de lanzamiento que frenan a los trenes cuando esto ocurre. Los rollbacks son más comunes en un día ventoso, o justo después de haber llovido. Sin embargo, lejos de ser un problema, el hecho es que muchos fanáticos de las montañas rusas esperan con ansias que esto le ocurra a ellos, y es por eso que eligen momentos de inestabilidad climática para probar suerte y montarse en la atracción. 
Es difícil saber exactamente cuando se va a producir un lanzamiento de la Kingda Ka. Cuando la señal de lanzamiento se da, el tren retrocede ligeramente hasta anclarse al sistema propulsor, y cinco o diez segundos después se produce el lanzamiento. Debido al diseño doble de la atracción, la montaña rusa es capaz de realizar uno cada 45 segundos, lo que hace que su capacidad sea de 1000 personas por hora.
- Primera montaña rusa de circuito completo en alcanzar los 139 metros de altura
- Primera montaña rusa en alcanzar los 206 km/h en 3,5 segundos usando un sistema de propulsión hidráulico
- Montaña rusa con la caída más alta
- montaña rusa más rápida del mundo.
- Montaña rusa más alta del mundo